# Ewa Kowalkowska

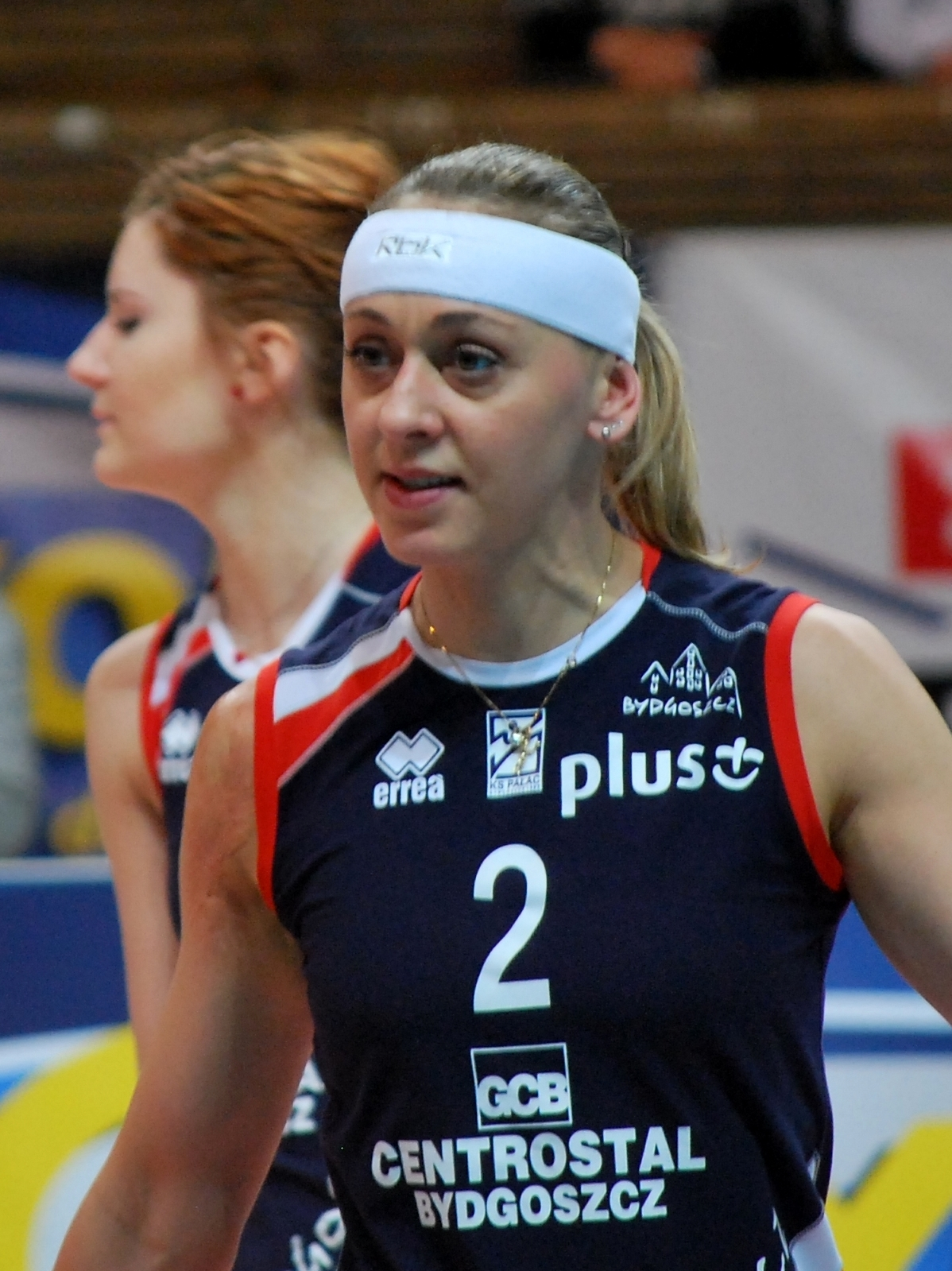
Ewa Kowalkowska siatkarką Pałacu Bydgoszcz w sezonie 2010/2011

Ewa Kowalkowska z d. Nogowska (ur. 23 lutego 1975 w Bydgoszczy) – polska siatkarka grająca na pozycji atakującej; była reprezentantka Polski – juniorek i seniorek. Do maja 2023 pełniła funkcję menedżera w Pałacu Bydgoszcz, została zastąpiona przez Magdalenę Mazurek.

## Kariera
Wychowanka klubu Pałac Bydgoszcz, przez całą karierę zawodniczą związana z tym klubem (z wyjątkiem jednego sezonu – 1998/1999 – kiedy to grała w Augusto Kalisz); przez kilka sezonów kapitan drużyny Pałacu. Występy w drużynie seniorskiej Pałacu rozpoczęła jako bardzo młoda zawodniczka w sezonie 1992/1993 – pierwszym w historii klubu sezonie Pałacu w ekstraklasie, od razu zakończonym zdobyciem mistrzostwa Polski. Ten i wszystkie kolejne sukcesy Pałacu na arenie krajowej i międzynarodowej wiążą się nierozerwalnie z osobą Ewy Nogowskiej-Kowalkowskiej.
Jako reprezentantka Polski grała m.in. w turnieju finałowym Mistrzostw Świata 2002 (była kapitanem reprezentacji) oraz 3-krotnie w turniejach finałowych Mistrzostw Europy (ME) (1995, 1997, 1999). Na ME 1999 wybrana została zawodniczką najlepiej zagrywającą (była to pierwsza indywidualna nagroda dla polskiej siatkarki w historii występów Polek na ME). W latach 1994–2002 wystąpiła w 191 spotkaniach reprezentacji.

## Sukcesy klubowe
Mistrzostwo Polski:
- 1993
- 1999, 2001, 2005
- 1998, 2002

Puchar Polski:
- 1999, 2001, 2005

Superpuchar Polski:
- 2005

## Nagrody indywidualne
- 1999: Najlepsza serwująca Mistrzostw Europy